# E essa boca aí?
E essa boca aí?  è un brano musicale del duo brasiliano Bruninho & Davi con la partecipazione del cantante brasiliano Luan Santana. È stato pubblicato il 16 settembre 2016 sulla piattaforma digitale VEVO da Som Livre come primo singolo dall'album Bruninho & Davi ao Vivo no Ibirapuera (2016).
Nella prima settimana, la clip ha superato i 3 milioni di visualizzazioni su YouTube ed è stata classificata al 1º posto nella TOP 100 settimanale di Crowley e anche al 1º posto nella Brasil Hot 100, da Billboard Brasil.